# Pierre Méhaignerie
Pierre Méhaignerie, född 4 maj 1939 i Balazé, är en fransk mitten-högerpolitiker som var borgmästare i Vitré från 1977 till 2020.
Méhaignerie har varit ledamot i nationalförsamlingen för Ille-et-Vilaine. Han var jordbruksminister 1977-1981 i Raymond Barres regering, bostads- och transportminister 1986-1988 i Jacques Chiracs regering och justitieminister 1993-1995 i Édouard Balladurs regering.
Han är gift med en amerikanska från Rochester och har två barn.